# Discoconchoecia elegans
Espèce
Synonymes
- Conchoecia elegans G. O. Sars, 1866
- Conehoecia elegans G. O. Sars, 1866 (erreur d'orthographe)
- Paraconchoecia elegans (Sars, 1866) Poulsen, 1973

Discoconchoecia elegans est une espèce de crustacés de la classe des ostracodes, de la sous-classe des Myodocopa, de l'ordre des Halocyprida, du sous-ordre des Halocypridina, de la famille des Halocyprididae et de la sous-famille des Conchoeciinae. Elle est trouvée dans tous les océans du monde incluant le nord de l'Atlantique, notamment au niveau des côtes et les estuaires de l'Amérique du Nord et de l'Europe. Il pourrait s'agir d'un complexe d'espèces cryptiques.